# Сподња Бачкова
Сподња Бачкова (словен. Spodnja Bačkova) је насељено место у општини Бенедикт, Подравска регија, Словенија.

## Историја
До територијалне реорганизације у Словенији била је у саставу старе општине Ленарт.

## Становништво
У попису становништва из 2011. године, Сподња Бачкова је имала 123 становника.
| Број становника према пописима | Број становника према пописима | Број становника према пописима |
| ------------------------------ | ------------------------------ | ------------------------------ |
| 1991                           | 2002                           | 2011                           |
| 112                            | 118                            | 123                            |

Напомена: Године 1963. настала деобом и укидањем некадашњег насеља Бачкова.